# Jiulongji-Wasserfall
Der Jiulongji-Wasserfall (chinesisch 九龙漈瀑布群) ist ein Wasserfall im Kreis Zhouning der chinesischen bezirksfreien Stadt Ningde (Provinz Fujian). Er besteht aus 13 Wasserfällen, von denen der höchste 46 Meter hoch und 76 Meter breit ist. Die Gischt des herabfallenden Wassers steigt 100 bis 200 Meter hoch.

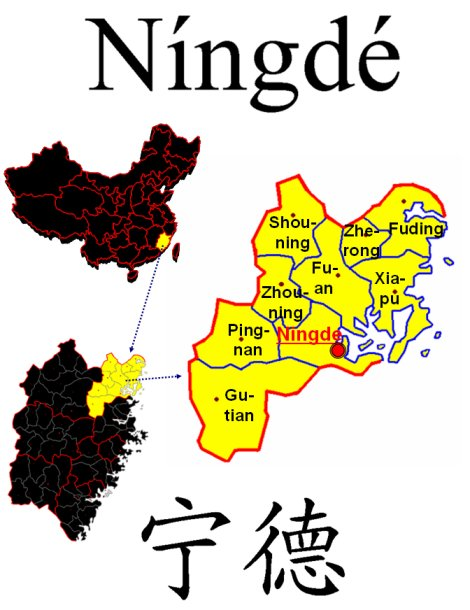
Untergliederung der Stadt Ningde auf Kreisebene